# Anthony Giddens

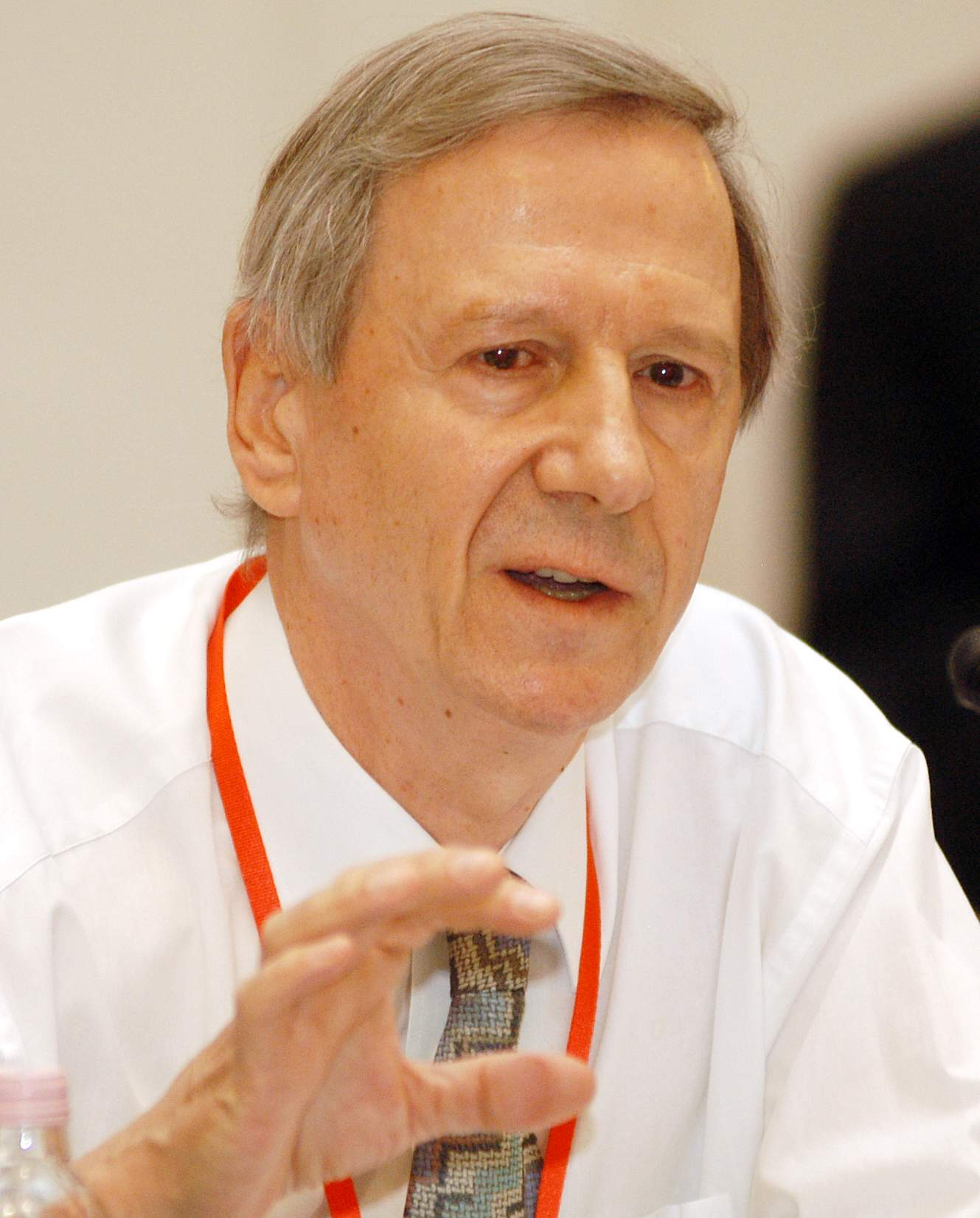
Anthony Giddens

Anthony Giddens, Baron Giddens (Londen, 18 januari 1938) is een Brits socioloog en politicus. Hij staat bekend voor zijn structuratietheorie en zijn holistische visie op de moderne samenleving. Hij wordt beschouwd als een van de meest prominente hedendaagse sociologen. In 2007 werd Giddens genoteerd als de vijfde meest geciteerde auteur van boeken in de humane wetenschappen.

## Biografie
Giddens werd geboren in het Londense Edmonton en groeide er op in een gezin van lage middenklasse. Hij was de zoon van een bediende bij de London Passenger Transport Board en ging naar de Michenden Grammar School. Hij was de eerste in zijn familie die naar de universiteit ging. Giddens haalde zijn diploma in zowel sociologie als psychologie aan de University of Hull in 1959, gevolgd door een master aan de London School of Economics. Vervolgens haalde hij een doctoraat aan King's College van de Universiteit van Cambridge.
In 1961 begon hij te werken aan de University of Leicester waar hij sociale psychologie doceerde (Leicester wordt beschouwd als een van de voedingsbodems van Britse sociologie). Daar ontmoette hij Norbert Elias en begon te werken aan zijn eigen theoretische standpunt. In 1969 werd hij aangesteld voor een positie aan de Universiteit van Cambridge waar hij later mee geholpen heeft met de stichting van de Social and Political Sciences Committee (SPS - vandaag de Faculty of Politics, Psychology, Sociology and International Studies (PPSIS)), een onderdeel van de economische faculteit.
Giddens werkte jarenlang in Cambridge als een onderzoeksmedewerker in King's College en werd uiteindelijk gepromoveerd tot hoogleraar in 1987. Hij is mede-oprichter van Polity Press (1985). Van 1997 tot 2003 was hij directeur van de London School of Economics en was hij lid van de adviesraad van het Institute for Public Policy Research.
Tevens was hij een adviseur van voormalig Brits premier Tony Blair. Het was Giddens idee van "Derde Weg"-politiek die het politieke denken van Blair vorm gaf. Hij nam steeds actief deel in de Britse politieke debatten waarbij hij achter de centrumlinkse Labour Party stond. Hij kwam geregeld in de media en schreef vele artikels (waarvan een groot aantal verschenen zijn in New Statesman). Giddens draagt regelmatig bij tot het onderzoek en de activiteiten van de progressieve denktank Policy Network. In juni 2004 kreeg hij life peerage (lidmaatschap van het Hogerhuis voor de Labour Party) waarbij hij de titel van baron (van het Londense Southgate in de London Borough of Enfield in ontvangst kreeg. Daarnaast bezit Giddens ook 15 eredoctoraten van verschillende universiteiten.

## Werk
Er waren drie periodes die kenmerkend waren in zijn academische loopbaan. De eerste bracht een nieuwe visie over de definitie van sociologie die een theoretische en methodologische benadering had op basis van een kritische herinterpretatie van het klassieke werk. Zijn belangrijkste publicaties in deze periode waren onder andere Capitalism and Modern Social Theory (1971) en New Rules of Sociological Method (1976). In de tweede periode ontwikkelde Giddens de structuratietheorie. Daarin wordt een analyse van het handelen en de sociale structuur aangeboden waarbij geen van beide de overhand haalt, daarmee strevend naar een integratie van structure en agency. Zijn werken Central Problems in Social Theory (1979) en The Constitution of Society (1984) droegen toen bij tot zijn internationale bekendheid binnen de sociologie.
Meer recent houdt Giddens zich bezig met de moderniteit, globalisering en politiek, en dan vooral met de impact van de moderniteit op sociale relaties en het dagelijks leven. Dit uit zich binnen een kritiek op de postmoderniteit en binnen de discussie over een nieuw "utopisch-realistische" Derde Weg in de politiek. De werken Consequence of Modernity (1990), Modernity and Self-Identity (1991), The Transformation of Intimacy (1992), Beyond Left and Right (1994) en The Third Way: The Renewal of Social Democracy (1998) behandelen deze kwestie. De ambitie van Giddens ligt zowel bij de herwerking van de sociale theorie als bij de herziening van ons begrip van de ontwikkeling en richting van de moderniteit.
Tegenwoordig is Giddens nog actief als emeritus professor aan de London School of Economics.